# Krisztus feltámadása székesegyház (Podgorica)
A podgoricai Krisztus feltámadása székesegyház (szerb nyelven Саборни Храм Христовог Васкрсења) a szerb ortodox egyház Montenegró-tengermelléki metropóliájának székesegyháza. A székesegyház Podgorica új városrészében található. a Morača folyótól nyugatra.

## Története
A templom építése 1993-ban kezdődött Predrag Ristić tervei alapján. Felszentelésére 2013. október 7-én került sor, a szabad vallásgyakorlásról szóló mediolanumi ediktum 1700. évfordulója alkalmából. A szertartáson részt vett Irinej szerb pátriárka, I. Bartholomaiosz konstantinápolyi pátriárka, III. Teofil jeruzsálemi görög pátriárka és Kirill moszkvai pátriárka, valamint Amfilohije, montenegró-tengermelléki metropolita és a metropólia más egyházi tisztségviselői.
2020. november 1-jén végakarata szerint a székesegyház kriptájában temették el Amfilohije metropolitát, a Montenegró-tengermelléki metropólia 1990–2020 közötti vezetőjét.

## Leírása
Az Orthodox Arts Journal szerint a székesegyház "minden bizonnyal egyike a napjainkban épített legérdekesebb ortodox templomoknak. Eltérően más új katedrálisoktól, külseje nem tükrözi az emelkedett bizánci tökéletességet. Inkább egy bájosan excentrikus mű. Rendelkezik bármely valódi katedrális kissé kínos kvalitásaival, kifejezve a kulturális feszültséget az emelkedett császári stílus és a helyi mesteremberek tehetsége között." A két ikertoronnyal és hangsúlyos ívvel rendelkező templom egyértelműen a kotori középkori Szent Trifun-székesegyház hatását mutatja, román, itáliai és bizánci vonásokkal. A templom belseje arany hátterű falfestményekkel, márványpadlóval és egyéb berendezéssel gazdagon díszített.

## Galéria

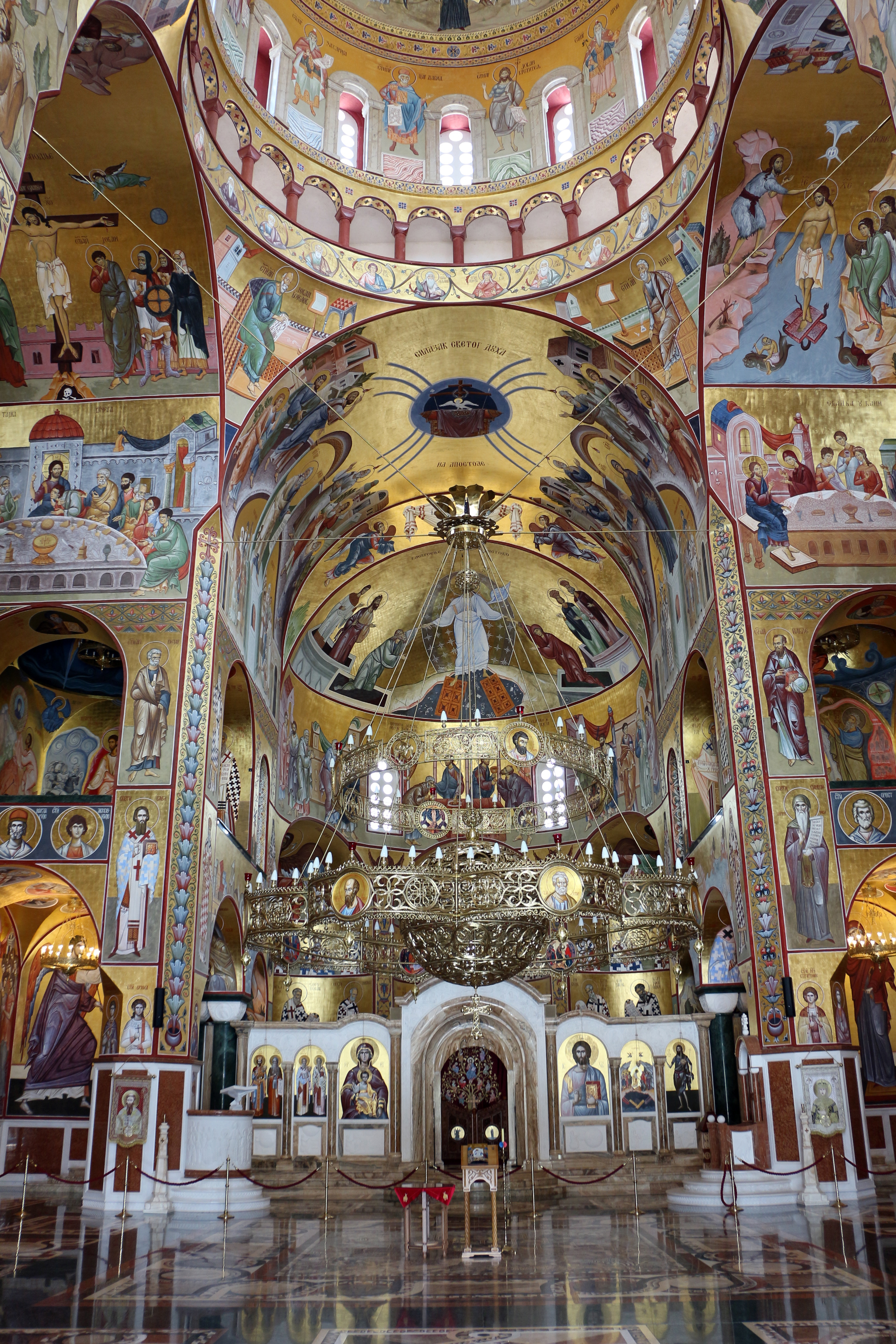
A székesegyház belseje
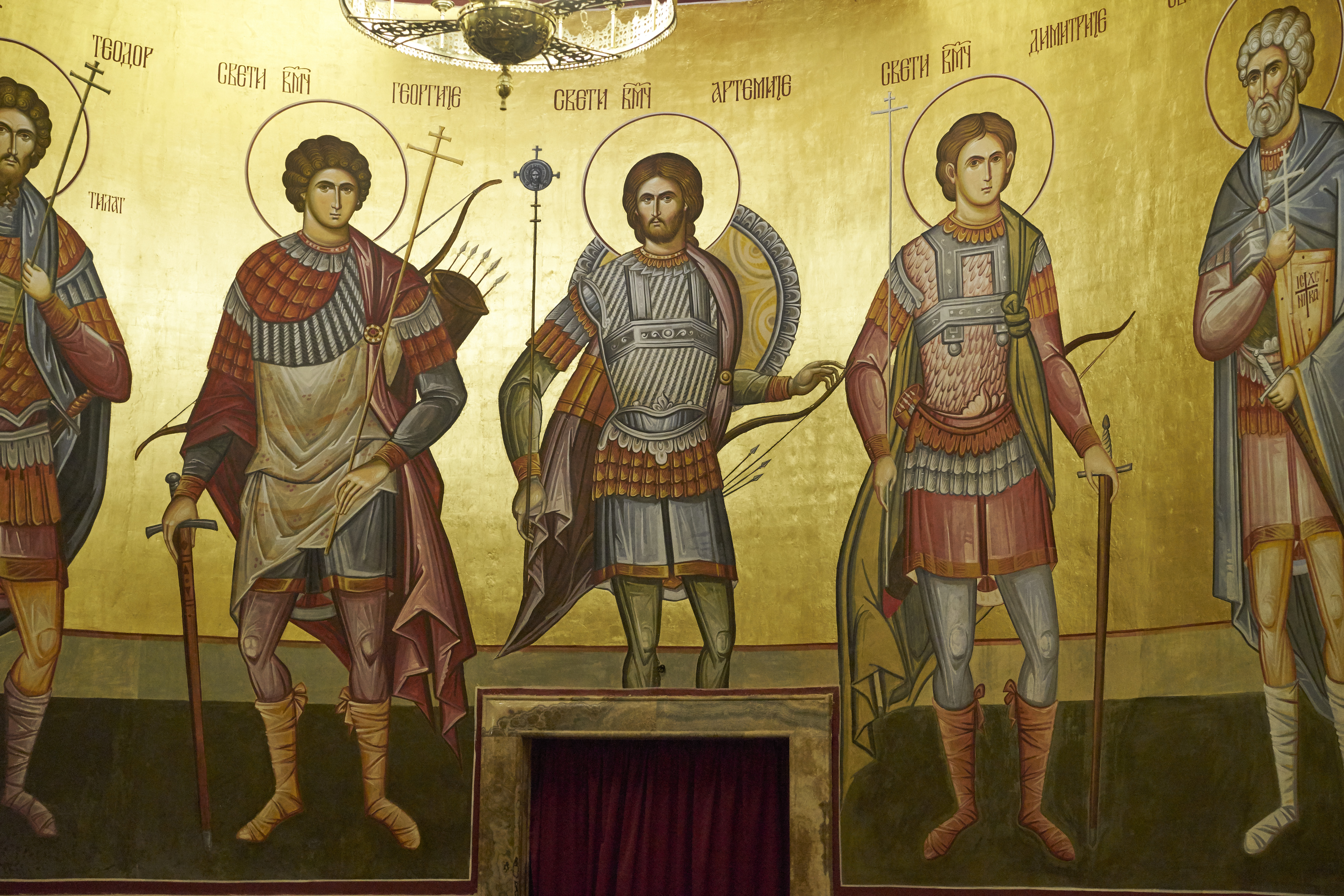
A székesegyház belseje

## Fordítás
Ez a szócikk részben vagy egészben  a   Cathedral of the Resurrection of Christ, Podgorica című angol Wikipédia-szócikk ezen változatának fordításán alapul.  Az eredeti cikk szerkesztőit annak laptörténete sorolja fel. Ez a jelzés csupán a megfogalmazás eredetét és a szerzői jogokat jelzi, nem szolgál a cikkben szereplő információk forrásmegjelöléseként.